# Andricus serotinus
Andricus serotinus är en stekelart som först beskrevs av Giraud 1859.  Andricus serotinus ingår i släktet Andricus, och familjen gallsteklar. Arten är reproducerande i Sverige.